# 테런스 스탬프
테런스 헨리 스탬프(영어: Terence Henry Stamp, 1938년 7월 22일 ~ 2025년 8월 17일)는 영국의 배우였다. 세련된 악역 연기로 잘 알려져 있으며, 1995년 엠파이어지로부터 ‘역대 가장 섹시한 영화 배우 100인’에 선정되었다. 그는 골든 글로브상, 칸 영화제 상, 은곰상 등을 비롯하여 아카데미상과 영국 아카데미상(BAFTA) 후보에 두 차례 지명되는 등 다양한 찬사를 받았다.
런던의 웨버 더글러스 드라마 아카데미에서 연기 수업을 받은 뒤, 스탬프는 1960년 웨스트엔드 보드빌 극장에서 공연된 울프 망코위츠의 작품 This Year Next Year로 연기 경력을 시작하였다. 가디언은 그를 “침묵을 통해 긴장감을 조성하는 거장”이라고 평하였다. 데뷔작인 영화 빌리 버드에서 주연을 맡은 그의 연기는 아카데미 남우조연상 후보와 BAFTA 신인상 후보 지명을 안겼다. 1960년대 스윙잉 런던 문화와 밀접히 연관된 그는 배우 줄리 크리스티, 슈퍼모델 진 슈림프턴과의 공개적인 교제로 주목을 받았으며, 데이비드 베일리의 사진집 Box of Pin-Ups의 피사체 중 한 명으로 선정되기도 하였다. 크리스티와는 영화 Far from the Madding Crowd (1967)에서 함께 출연하였고, 같은 해 켄 로치의 드라마 Poor Cow에서 주연을 맡았다.
스탬프는 슈퍼맨 (1978)과 슈퍼맨 II (1980)에서 숙적 조드 장군 역으로 더 큰 명성을 얻었다. 또한 프리실라 (1994)에서의 주연 연기로 BAFTA상과 골든 글로브상 후보에 올랐으며, 더 라이미 (1999)에서는 인디펜던트 스피릿상 후보에 지명되었다. 그 밖에도 월 스트리트 (1987), 영 건스 (1988), 스타워즈 에피소드 1: 보이지 않는 위험 (1999), 맨션 오브 더 호운티드 (2003), 일렉트라 (2005), 원티드 (2008), 겟 스마트 (2008), 예스맨 (2008), 발키리 (2008), 빅 아이즈 (2014), 라스트 나잇 인 소호 (2021) 등 다수의 영화에 출연하였다.

## 출연작 목록

### 영화
| 연도 | 제목                                  | 원제                                             | 배역              | 비고       |
| ---- | ------------------------------------- | ------------------------------------------------ | ----------------- | ---------- |
| 1962 | 빌리 버드                             | Billy Budd                                       | 빌리 버드         |            |
| 1962 | 텀 오브 트라이얼                      | Term of Trial                                    | 미첼              |            |
| 1965 | 수집가                                | The Collector                                    | 프레디 클레그     |            |
| 1966 | 여자 007 모디스티                     | Modesty Blaise                                   | 윌리 가빈         |            |
| 1967 | 불쌍한 암소                           | Poor Cow                                         | 데이브 풀러       |            |
| 1967 | 성난 군중으로부터 멀리                | Far from the Madding Crowd                       | 프랜시스 트로이   |            |
| 1968 | 블루                                  | Blue                                             | 블루              |            |
| 1968 | 죽음의 영혼                           | Spirits of the Dead                              | 토비              |            |
| 1968 | 테오레마                              | Teorema                                          | 방문객            |            |
| 1970 | 솜스 씨의 생각                        | The Mind of Mr. Soames                           | 존 솜스           |            |
| 1971 | 지옥에서 보낸 한 철                   | Une saison en enfer                              | 아르튀르 랭보     |            |
| 1975 | 신성한 피조물                         | Divina creatura                                  | 다니 디 바냐스코  |            |
| 1978 | 슈퍼맨                                | Superman                                         | 조드 장군         |            |
| 1979 | 놀라운 사람들과의 만남                | Meetings with Remarkable Men                     | 루보벳스키 왕자   |            |
| 1979 | 사랑한다, 사랑하지 않는다             | Amo non amo                                      | 헨리              |            |
| 1980 | 슈퍼맨 2                              | Superman II                                      | 조드 장군         |            |
| 1982 | 바티칸의 죽음                         | Morte in Vaticano                                | 안드레아니 신부   |            |
| 1984 | 히트                                  | The Hit                                          | 윌리 파커         |            |
| 1986 | 리갈 이글                             | Legal Eagles                                     | 빅터 태프트       |            |
| 1986 | 링크                                  | Link                                             | 스티븐 필립       |            |
| 1986 | 허드                                  | Hud                                              | 에드워드          |            |
| 1987 | 시실리안                              | The Sicilian                                     | 보르자 왕자       |            |
| 1987 | 월 스트리트                           | Wall Street                                      | 래리 와일드먼     |            |
| 1988 | 영 건                                 | Young Guns                                       | 존 턴스톨         |            |
| 1988 | 에이리언 네이션                       | Alien Nation                                     | 윌리엄 하코트     |            |
| 1990 | 지뉴인 리스크                         | Genuine Risk                                     | 폴 헬워트         |            |
| 1991 | 벨테네브로스                          | Beltenebros                                      | 다르만            |            |
| 1993 | 리얼 맥코이                           | The Real McCoy                                   | 잭 슈밋           |            |
| 1994 | 프리실라                              | The Adventures of Priscilla, Queen of the Desert | 버너뎃 배신저     |            |
| 1997 | 러브 워크드 인                        | Love Walked In                                   | 프레드 무어       |            |
| 1997 | 블리스                                | Bliss                                            | 밸터자            |            |
| 1999 | 라이미                                | The Limey                                        | 윌슨              |            |
| 1999 | 스타워즈 에피소드 1: 보이지 않는 위험 | Star Wars: Episode I – The Phantom Menace        | 피니스 발로럼     |            |
| 1999 | 보우핑거                              | Bowfinger                                        | 테리 스트릭터     |            |
| 1999 | 키스 더 스카이                        | Kiss the Sky                                     | 코즌              |            |
| 2000 | 레드 플래닛                           | Red Planet                                       | 버드 챈틸래스     |            |
| 2001 | 계시                                  | Revelation                                       | 매그너스 마텔     |            |
| 2001 | 내 아내는 여배우                      | Ma femme est une actrice                         | 존                |            |
| 2002 | 풀 프론탈                             | Full Frontal                                     | 본인              |            |
| 2002 | 펠리니: 나는 허풍장이                 | Fellini, je suis un grand menteur                | 본인              | 다큐멘터리 |
| 2003 | 내 상사의 딸                          | My Boss's Daughter                               | 잭 테일러         |            |
| 2003 | 키스                                  | The Kiss                                         | 필립 노뎃         |            |
| 2003 | 헌티드 맨션                           | The Haunted Mansion                              | 램즐리            |            |
| 2004 | 데드 피시                             | Dead Fish                                        | 새뮤얼 피시       |            |
| 2005 | 엘렉트라                              | Elektra                                          | 스틱              |            |
| 2005 | 이 바보 같은 것들                     | These Foolish Things                             | 베이커            |            |
| 2006 | 셉템버 던                             | September Dawn                                   | 브리검 영         |            |
| 2008 | 원티드                                | Wanted                                           | 페쿼스키          |            |
| 2008 | 겟 스마트                             | Get Smart                                        | 시그프리드        |            |
| 2008 | 예스맨                                | Yes Man                                          | 테런스 번들리     |            |
| 2008 | 작전명 발키리                         | Valkyrie                                         | 루트히비 베크     |            |
| 2010 | 울트라마린: 어 워해머 4000 무비       | Ultramarines: A Warhammer 40,000 Movie           | 세베루스 대장     |            |
| 2011 | 컨트롤러                              | The Adjustment Bureau                            | 톰슨              |            |
| 2012 | 송 포 유                              | Song for Marion                                  | 아서              |            |
| 2013 | 아트 오브 더 스틸                     | The Art of the Steal                             | 새뮤얼 윈터       |            |
| 2014 | 빅 아이즈                             | Big Eyes                                         | 존 캐너데이       |            |
| 2016 | 미스 페레그린과 이상한 아이들의 집    | Miss Peregrine's Home for Peculiar Children      | 에이브러햄 포트먼 |            |
| 2017 | 비뚤어진 집                           | Crooked House                                    | 태버너 수사관     |            |
| 2017 | 홀로도모르: 우크라이나 대학살         | Bitter Harvest                                   | 이반              |            |
| 2018 | 바이킹 데스티니                       | Viking Destiny                                   | 오딘              |            |
| 2019 | 머더 미스터리                         | Murder Mystery                                   | 맬컴 퀸스         |            |
| 2021 | 라스트 나잇 인 소호                   | Last Night in Soho                               | 은발의 신사       |            |

### 텔레비전 드라마
| 연도    | 제목        | 원제               | 배역            | 비고                                       |
| ------- | ----------- | ------------------ | --------------- | ------------------------------------------ |
| 2003-11 | 스몰빌      | Smallville         | 조엘            | 23회분 출연                                |
| 2003    | 스태틱 쇼크 | Static Shock       | 데니스          | 애니메이션; "Blast from the Past" 에피소드 |
| 2020    | 황금나침반  | His Dark Materials | 자코모 파라디시 | "Tower of the Angels" 에피소드             |